# Полетика Володимир Іванович
Володимир Іванович Полетика (1885 — 19??) — український громадський діяч, дипломат. Був земським діячем на Полтавщині. У 1918–1919 роках — перший секретар українського посольства в Австрії.

## Життєпис
Народився 1885 році в маєтку Масоновщина, Гадяцького повіту Полтавської губернії.
У 1917 році член Полтавської губернської земської управи.
У 1918 році був радником, першим секретарем Посольства Української Держави в Відні.
У 1921 році Сергій Пермінів звертався до Посольства УНР у Відні з таким проханням: «Прошу посвідчити, що пан Володимир Іванович Полетика у себе в маєтку Масоновщина, Полтавської губернії, Роменського повіту производил мармелад, фруктову пасту і повідло. Ця посвідка потрібна на відкриття производства варення».
У 1929 році володів кондиторською на Регенсбургштрассе, 22 в Берліні

## Сім'я
- Батько — Іван Прохорович Полетика (†1890), предводитель дворянства[2]
- Мати — Тамара Василівна Причолкова (†1930)
- Брат — Петро, присяжний повірений
- Дружина — Олена Миколаївна Бламаренко (1891).